# 양잠업

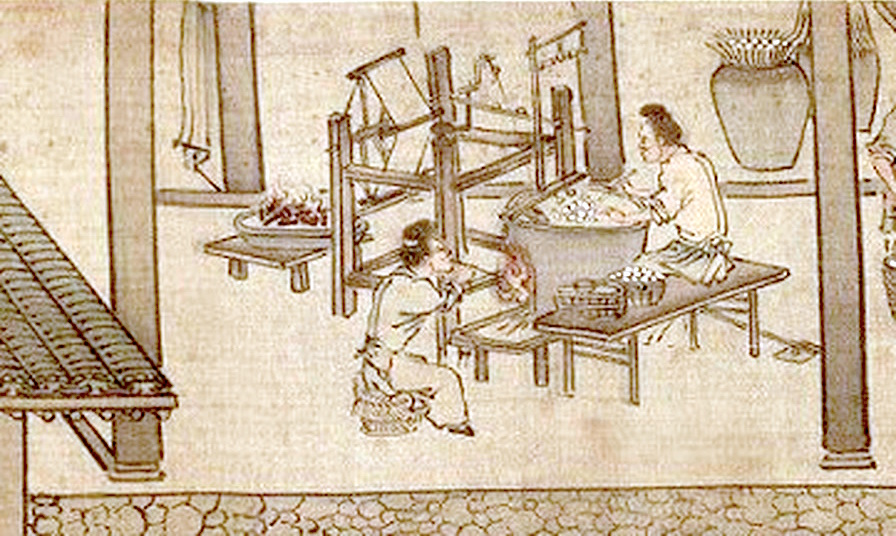

양잠업(養蚕業, Sericulture)은 누에(蚕)를 길러 그 누에고치에서 생사를 추출하여 비단을 만드는 산업을 말한다. 양잠업의 역사는 오래되었고, 중국으로부터 다른 나라로 전해졌다고 추측된다. 양잠업은 지금도 여전히 중국, 한국, 일본, 인도, 브라질, 러시아, 이태리, 프랑스와 같은 나라들에서 중요한 제품 중의 하나이다. 오늘날에는 중국과 인도 이 두나라가 주요 생산국이며, 전 세계 생산량의 60%를 차지하고 있다.

## 역사
누에를 키워서 양잠을 한 것은 양사오 문화기인 기원전 5000년에서 기원전 10000년에 이르지만, 실크제품의 발견은 기원전 2700년경부터 시작되었다. 중국의 고서 《잠경(蠶經)》에는 “황제비 서릉씨가 누에키우는 것을 시작했다.(黃帝王妃西陵氏始蠶)”라는 기록이 있어, 기원전 2650년경에 누에치기가 시작되었음을 알 수 있다.
기원후 1세기 초기에는 서역의 호탄에까지 이르렀으며, 약 300년경에 인도로 전파되었다. 유럽과 지중해, 그리고 다른 아시아 국가들에 확산된 것은 그 이후이다.
한서(漢書)의 기록에서는 "기자(箕子)가 조선으로 와서 백성들에게 예와 전잠을 가르쳤다."라 하였는데, 이는 은나라 말기인 우리나라의 청동기 시대였던 기원전 1170년 경이다.
일본에서는 야요이 시대 유적인 요시노마을 유적(吉野ヶ里 遺跡)에서 발견된 독무덤에서 견직물이 발견되어 이 시기에 양잠이 시작되었음을 알 수 있다.

## 생산
양잠업은 누에를 기르기 위해 뽕을 재배하여 누에고치를 생산한다. 누에고치를 비단으로 만들려면, 제사 공장에서 누에고치로부터 뽑아낸 생사를 가공하여 견직물 등의 섬유로 만든다.

## 같이 보기
- 명주
- 실크로드
- 양사오 문화
- 잠실
- 호탄